# Lake Hallie
Lake Hallie est un village du comté de Chippewa, dans l'État du Wisconsin, aux États-Unis. En 2020, il comptait une population de 7 170 habitants.